# Knud Thomsen
Knud Erik Gad Thomsen, född 16 januari 1908 i Ålborg, död 3 februari 1996, var en dansk civilingenjör och politiker för Det Konservative Folkeparti. Han var handelsminister i Hilmar Baunsgaards borgerliga regering 1968-1971.

## Bakgrund
Knud Thomsen var son till läraren och skolinspektören Anders Berthelsen Thomsen och Rigmor Gad Jensen. Han tog studentexamen från Ålborg katedralskole 1926 och blev färdigutbildad fabriksingenjör 1931. Han anställdes samma år på International Patent Bureau, samtidigt som han arbetade som assistent på Polyteknisk Læreanstalt (1931-1932). Efter en tre år lång internutbildning i handel på färgfabriken A/S Sadolin og Holmblad (1933-1936) blev han platschef på Kemisk Værk Køge i Køge 1936 och var därefter företagets direktör (1946-1966) samt ordförande av fabrikens försäljningsavdelning i Nederländerna.
Han var ordförande av Foreningen af kemiske Industrier (1952-1968), en paraplyorganisation för den kemiska industrin i Danmark, samt ordförande av den danska lack- och färgindustrins forskningslaboratorium (1965-1968) och ledamot i Industrirådet (1955-1968), dagens Dansk Industri. Han var även styrelseledamot i följande företag: Ballin & Hertz A/S (1960-1968), Carlsbergs bryggeriråd (1960-1968), A/S Det danske Kølehus Cold Stores (1962-1968), A/S Cold Stores Holding Selskab (1962-1968) och Glent & Co. A/S (1966-1968).

## Politisk karriär
Thomsens politiska karriär började 1960, då han på uppmaning av Det Konservative Folkeparti kandiderade till Folketinget för Hellerups valkrets. Han blev invald samma år och var ledamot till 1975, samt ledamot av partistyrelsen (1965-1975). Inom partiet var han även ordförande av partifonden Den Konservative Fond (1965-1967) och av partiets nomineringsgrupp i Gentofte kommun (1963-1968). Han utsågs till Handelsminister i Hilmar Baunsgaards borgerliga koalitionsregering 1968. Under hans mandatperiod genomfördes, som ett led i regeringens stabiliseringspolitik, bl.a. begränsningar i vinster och tjänsteersättningar och periodvisa prisstopp. Fondet til fremme af teknisk og industriel udvikling upprättades 1970 för att tilldela statliga medel till forskning och utveckling hos danska företag. Också en skärpning av lagen mot oljeföroreningar i havet genomfördes, samt ökade belopp till garanti och borgen för exportkrediter och en modernisering av hotell- och restauranglagstiftningen. Under Thomsens mandatperiod blossade återigen debatten om butikernas öppningstider upp (lukkeloven). Thomsen förespråkade en liberalisering av öppningstiderna, vilket mötte motstånd från handelsorganisationerna och fackföreningen Handels- og Kontorfunktionærernes Forbund (HK). Han lyckades dock få igenom en kompromiss där vissa verksamheter inte längre skulle omfattas av lagen om öppningstider.
Efter att Baunsgaards regering avgått 1971 var Thomsen europaparlamentariker (1973-1975) och vice ordförande av Europeiska folkpartiet. Efter sin politiska karriär var han ordförande av handelsdepartementets utskott rörande dansk merproduktion av F-16. Han återgick till näringslivet som styrelseledamot i elbolaget NESA (1975-1979) och A/S Per Udsen Co. Aircraft Industry samt styrelseordförande av A/S Dansk Energi Teknik från 1980.

## Utmärkelser
- Riddare av Dannebrogorden,  1964[4]
- Kommendör av Dannebrogorden,  1969[4]

[Redigera Wikidata]